# 쌈
쌈은 밥이나 고기 등을 채소에 얹어 싸 먹는 한국 요리를 말한다.  쌈에 들어가는 채소로는 상추, 배추, 치커리, 깻잎 등이 있다.
21세기 초 웰빙 열풍이 불면서 채식 식단에 대한 관심이 높아지자 외식 식단으로 '쌈밥'이라는 메뉴가 등장하였으며 '쌈밥'을 전문으로 하는 식당도 많이 생겨났다.

## 종류
- 보쌈

## 그림

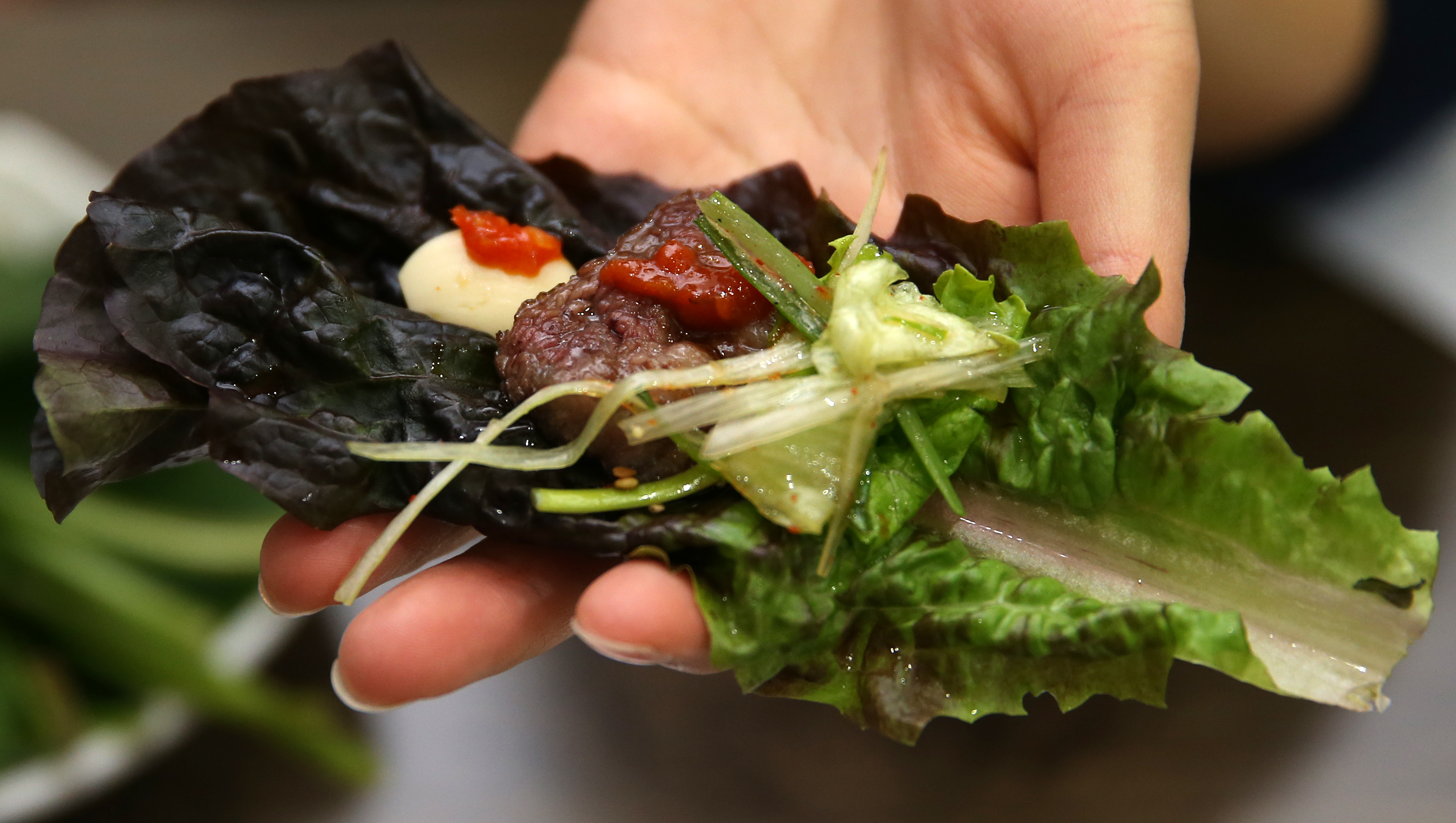
쇠고기와 파절이, 마늘, 쌈장을 곁들인 상추 쌈.
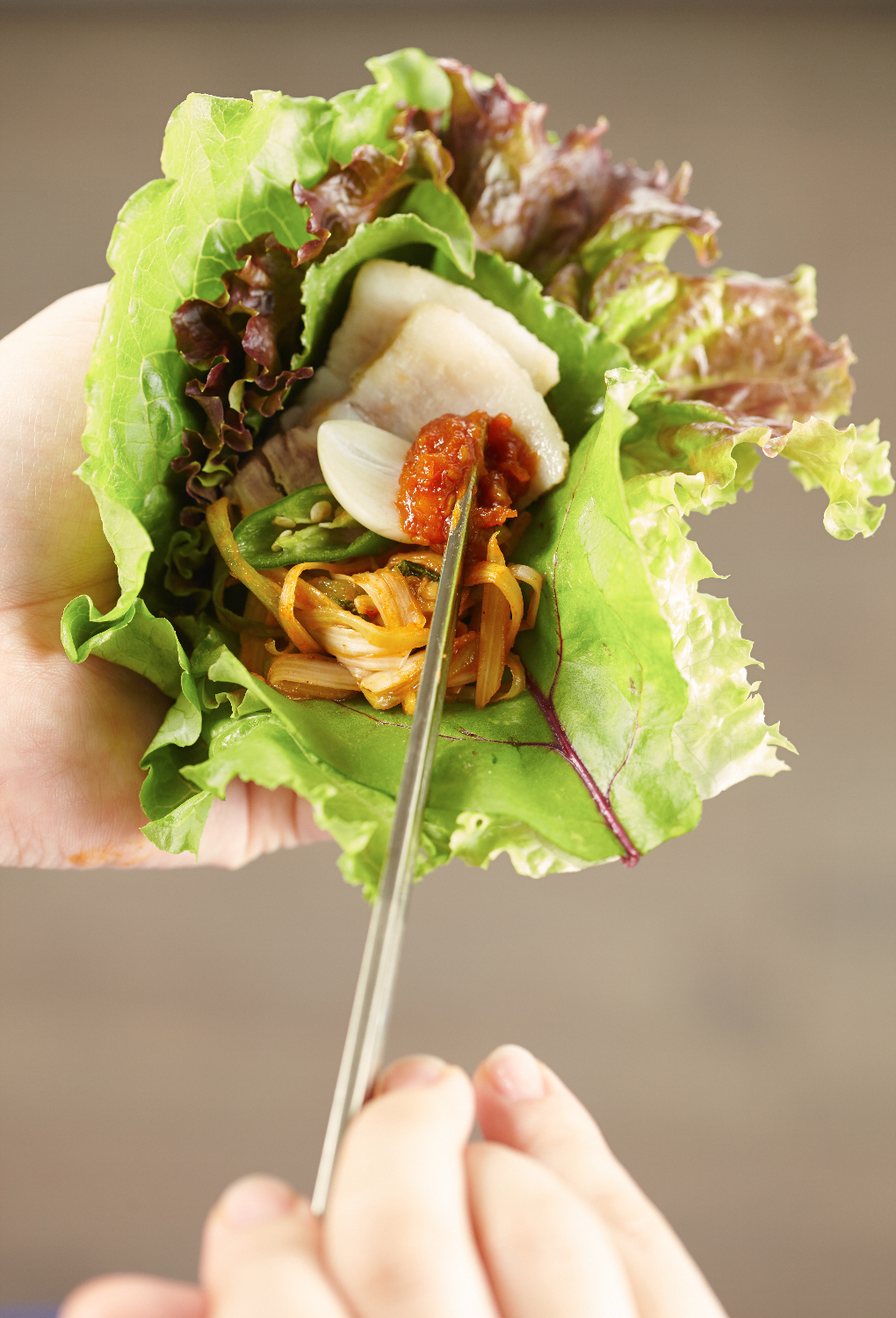
쌈
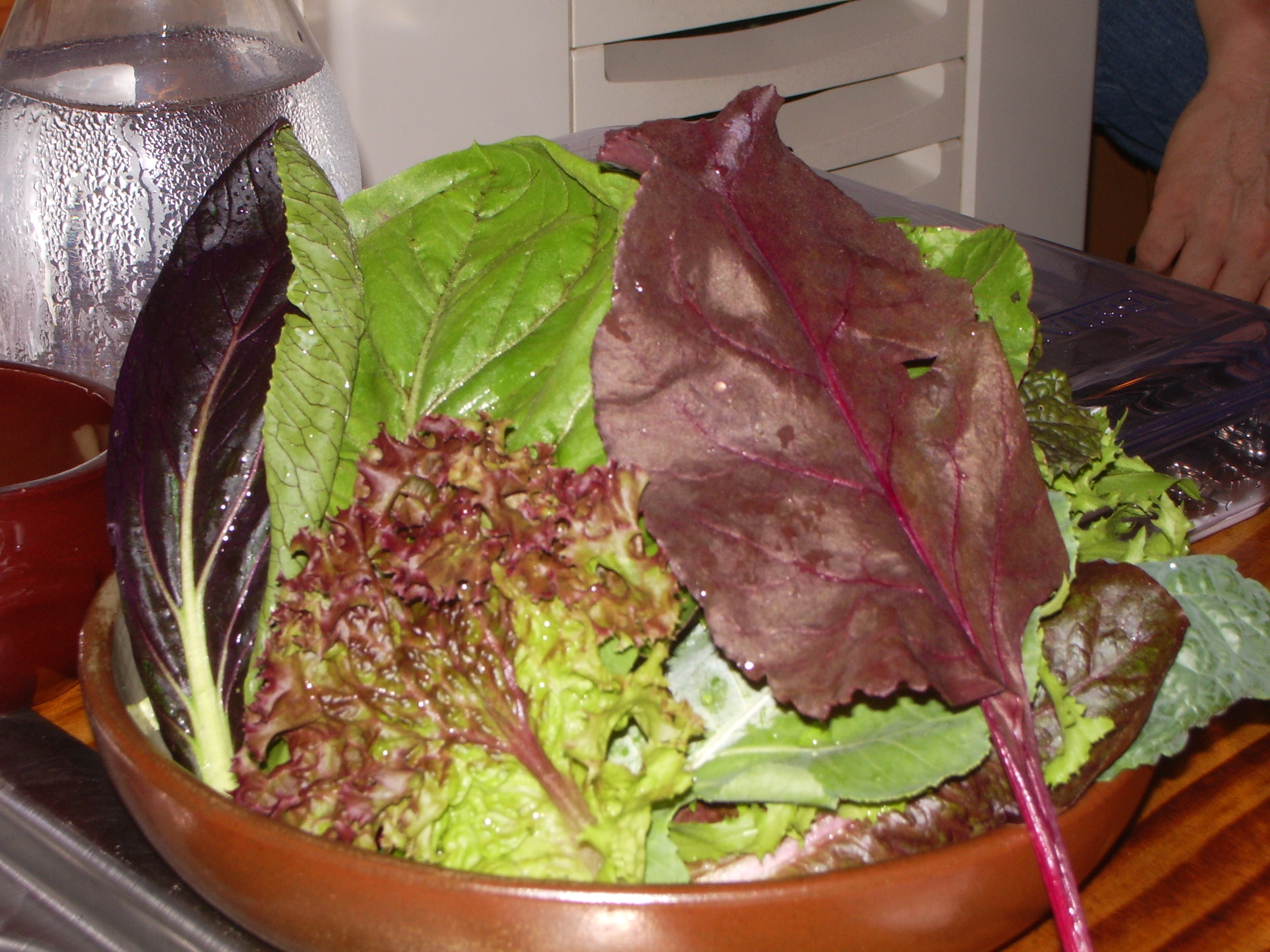
다양한 쌈 채소
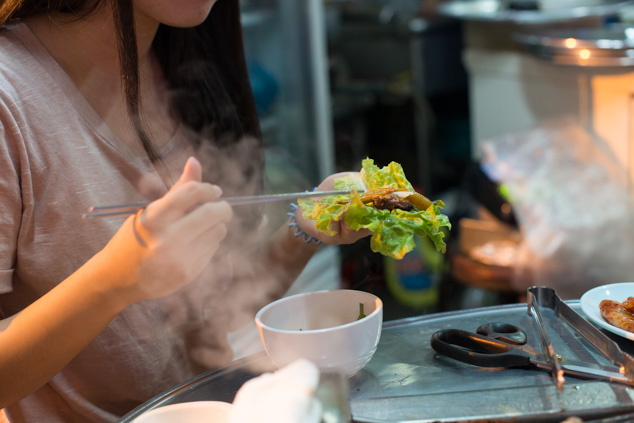
쌈 싸는 모습
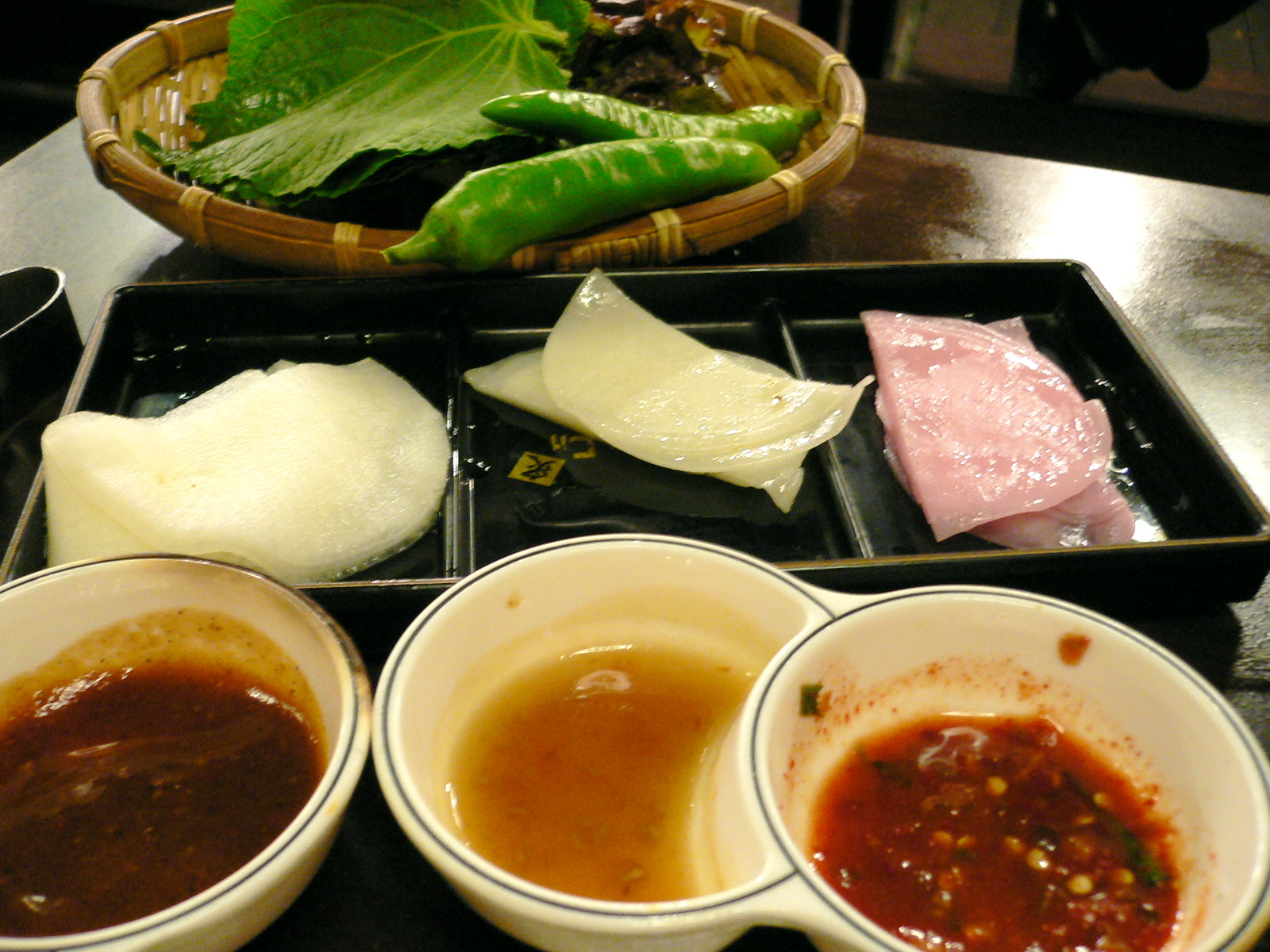
무쌈
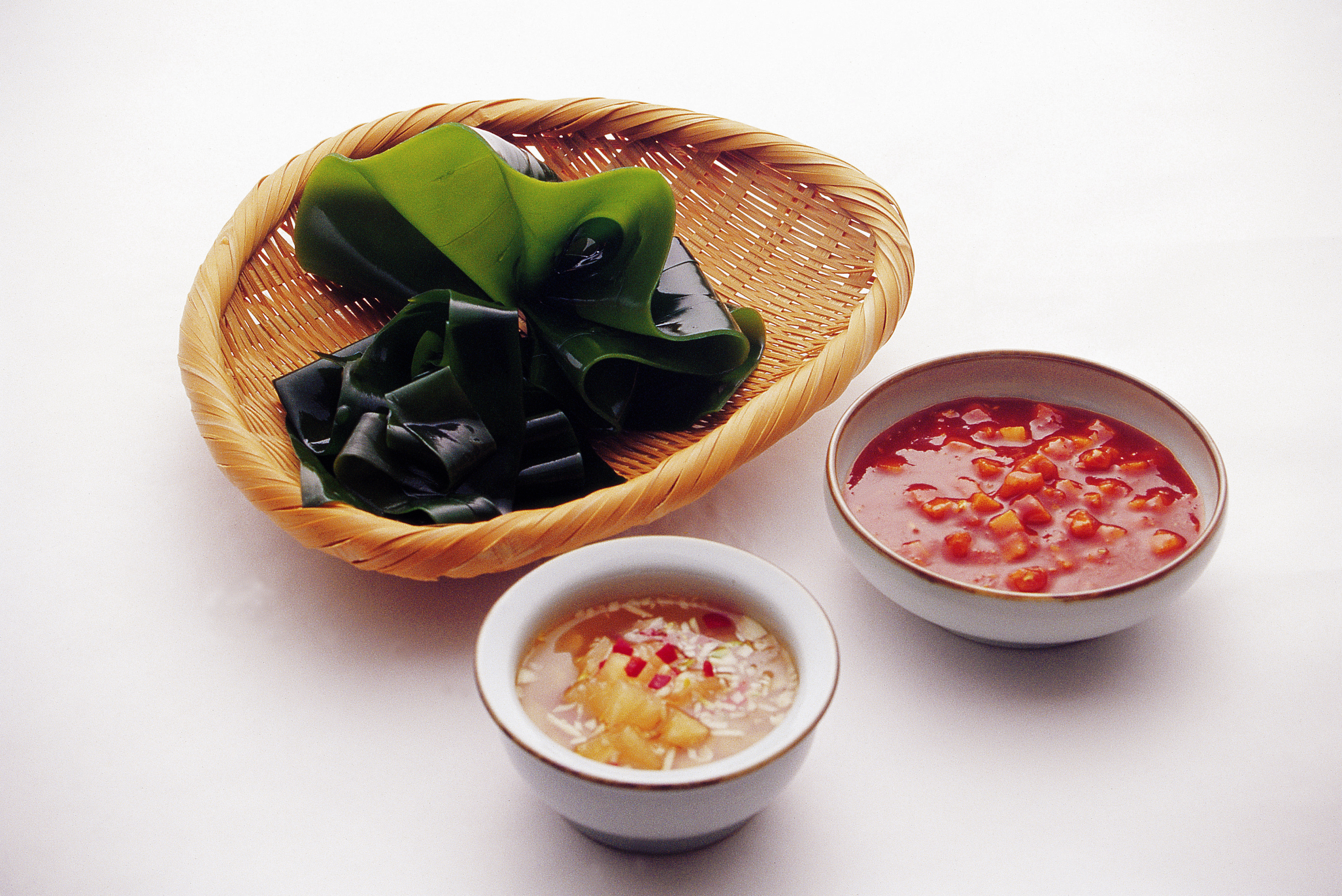
다시마 쌈

## 같이 보기
- 쌈장